# 罗伏州
罗伏州，唐朝南方的羁縻州。
约置于贞元十二年（796年），治所在罗伏城（今越南河静）。属安南都护府。辖境相当今越南河静周围，是唐朝势力范围最南部的地区，与林邑国接壤。后在咸通年间废。